# Giuliano Gemma
Giuliano Gemma, italijanski filmski igralec, 2. september 1938, Rim, Italija, † 1. oktober 2013, Civitavecchia.
Gemma se je proslavil v številnih špageti vesternih.